# Ty23
Ty23 – seria polskich parowozów towarowych PKP o układzie osi 1'E (1-5-0).

## Historia
Projekt parowozu został opracowany w 1923 r. przez inż. Wacława Łopuszyńskiego, a dokumentację techniczną opracowano przy współpracy niemieckich zakładów Schwartzkopff (BMAG). Z powodu braku gotowości nowo powstających polskich zakładów, początkowo produkowano je na zamówienie polskie za granicą – 15 pierwszych maszyn wyprodukowały w 1923 r. zakłady Schwartzkopff (numery Ty23-1 – 15), dalsze 60 sztuk w latach 1924–1925, oferujące korzystniejszą cenę belgijskie fabryki Cockerill (26 sztuk, Ty23-16 – 41), St. Leonard (19 sztuk, Ty23-42 – 60) i Franco-Belge (15 sztuk, Ty23-61 – 75), a następnie uruchomiono produkcję we wszystkich trzech fabrykach krajowych. W latach 1926–1932 zbudowano 164 parowozy w zakładach H. Cegielski Poznań, w latach 1927–1934 – 266 parowozów w WSABP i w latach 1929–1931 – 106 sztuk w Pierwszej Fabryce Lokomotyw w Chrzanowie. Łącznie zbudowano 612 sztuk lokomotyw Ty23, wszystkie dla PKP.
Parowozy te stanowiły zasadniczy trzon parowozów towarowych w ciężkim ruchu towarowym przed 1939 rokiem. Od 1937 r. zaczęły być zastępowane przez parowozy Ty37. 106 sztuk zostało wydzierżawione lub sprzedane Francusko-Polskiemu Towarzystwu Kolejowemu na magistrali węglowej Herby-Gdynia.
W czasie II wojny światowej koleje niemieckie przejęły 439 sztuk Ty23 i oznaczyły je jako serię 5823–27. 170 lokomotyw zdobył w 1939 r. ZSRR, a 5 zostało ewakuowanych do Rumunii (oznaczonych tam jako seria 150). Dalsze 73 lokomotywy zostały przez Niemców zdobyte podczas ataku na ZSRR, z czego do służby kolei niemieckich przyjęto 31, a pozostałe – do kolei wschodniej (Ostbahn). Część lokomotyw tego typu została później ponownie przejęta przez ZSRR. Po wojnie przez krótki okres 8 lokomotyw służyło w kolejach czechosłowackich jako seria 537.1 (7 z nich zostało zwróconych w 1948 r.).
Po zakończeniu wojny w Polsce było 258 parowozów Ty23. Po rewindykacji dalszych z okolicznych państw, trwającej aż do 1956 r. (najdłużej z NRD), było ich na stanie PKP 312. Lokomotywy te wróciły na polskie szlaki, będąc stopniowo wypierane przez nowsze konstrukcje – szczególnie Ty45.
Gdy pojawiła się seria amerykańskich ciężkich maszyn Ty246, a później najcięższych polskich maszyn Ty51, większość Ty23 została wycofana z głównych szlaków. Powodami były m.in. brak mechanicznego podajnika węgla, niższa sprawność z uwagi na niższe ciśnienie pary w kotle, niższy uciąg i naturalne zużycie.
Parowozy Ty23 zakończyły swoją służbę do roku 1979. Wiele z nich kończyło swój żywot na bocznicach przemysłowych.
W Polsce zachowane są 3 nieczynne parowozy w skansenach: Ty23-104 (budowy HCP) w Chabówce, Ty23-145 (budowy WSABP) w Jaworzynie Śląskiej i Ty23-273 (budowy WSABP, przebudowany na szerokotorowy), który w połowie marca 2012 roku został przewieziony ze skansenu w Karsznicach do parowozowni w Skierniewicach (należącej do Polskiego Stowarzyszenia Miłośników Kolei).

## Galeria

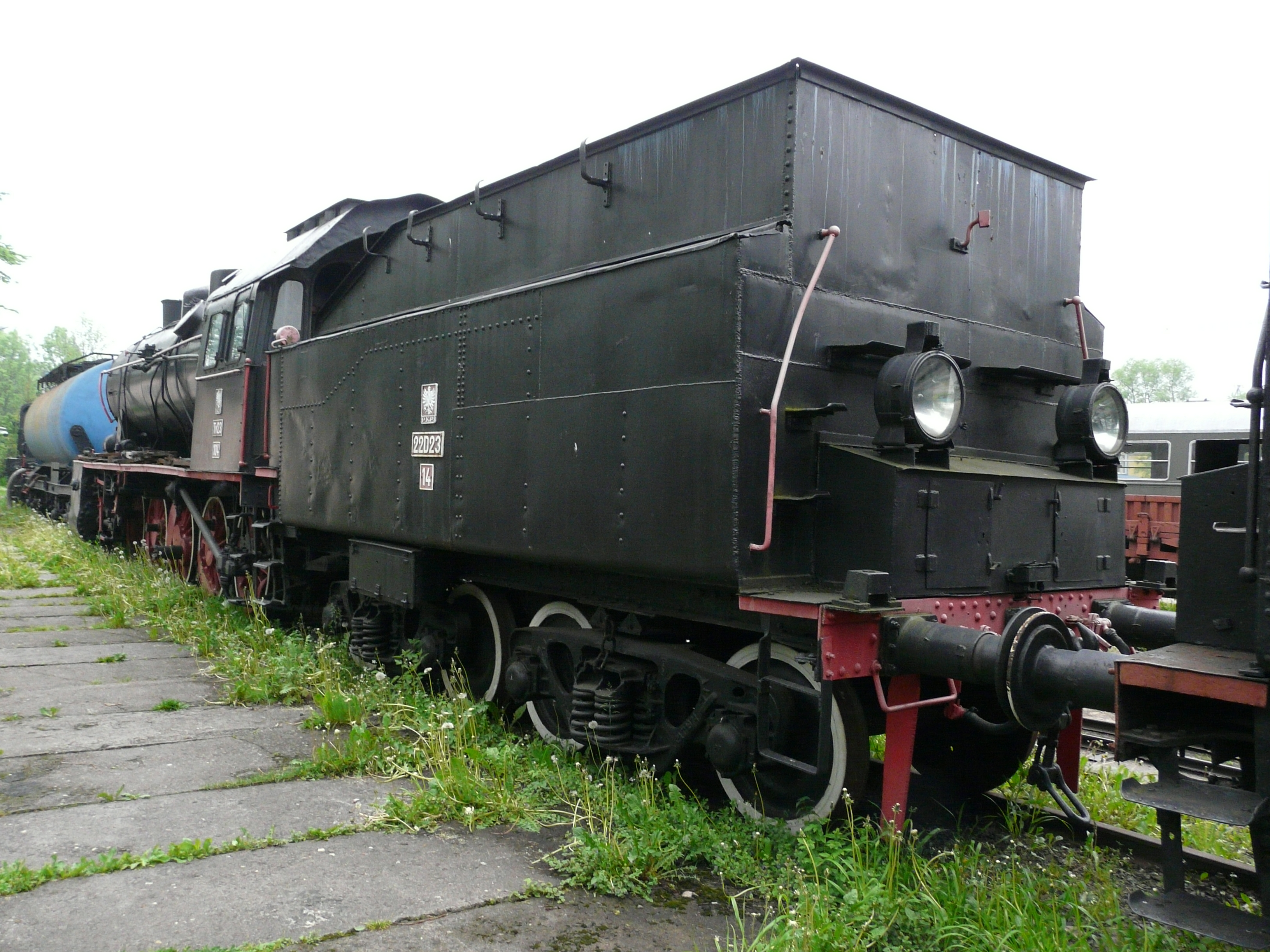
Ty23-104 w Chabówce
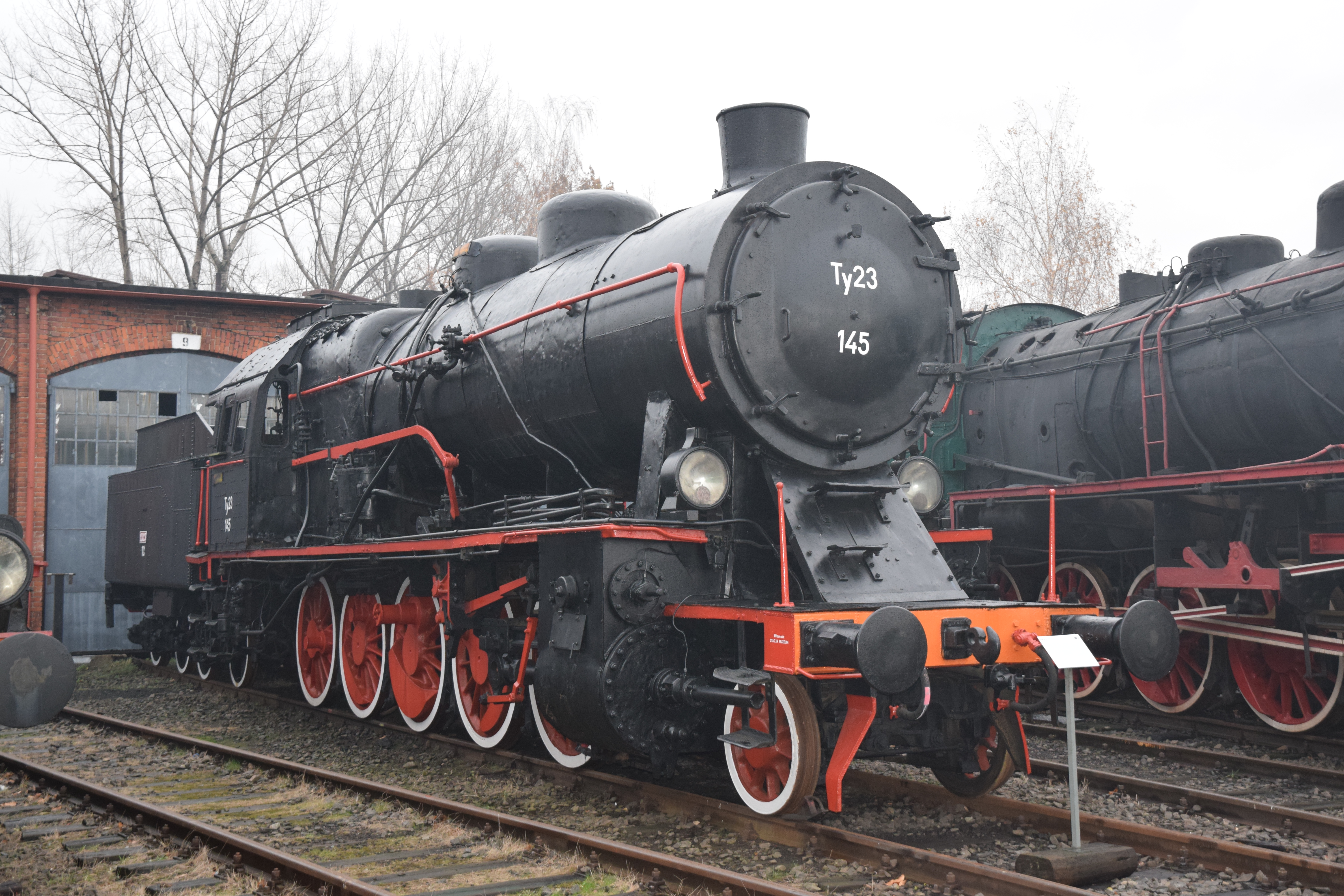
Ty23-145 w Jaworzynie Śląskiej
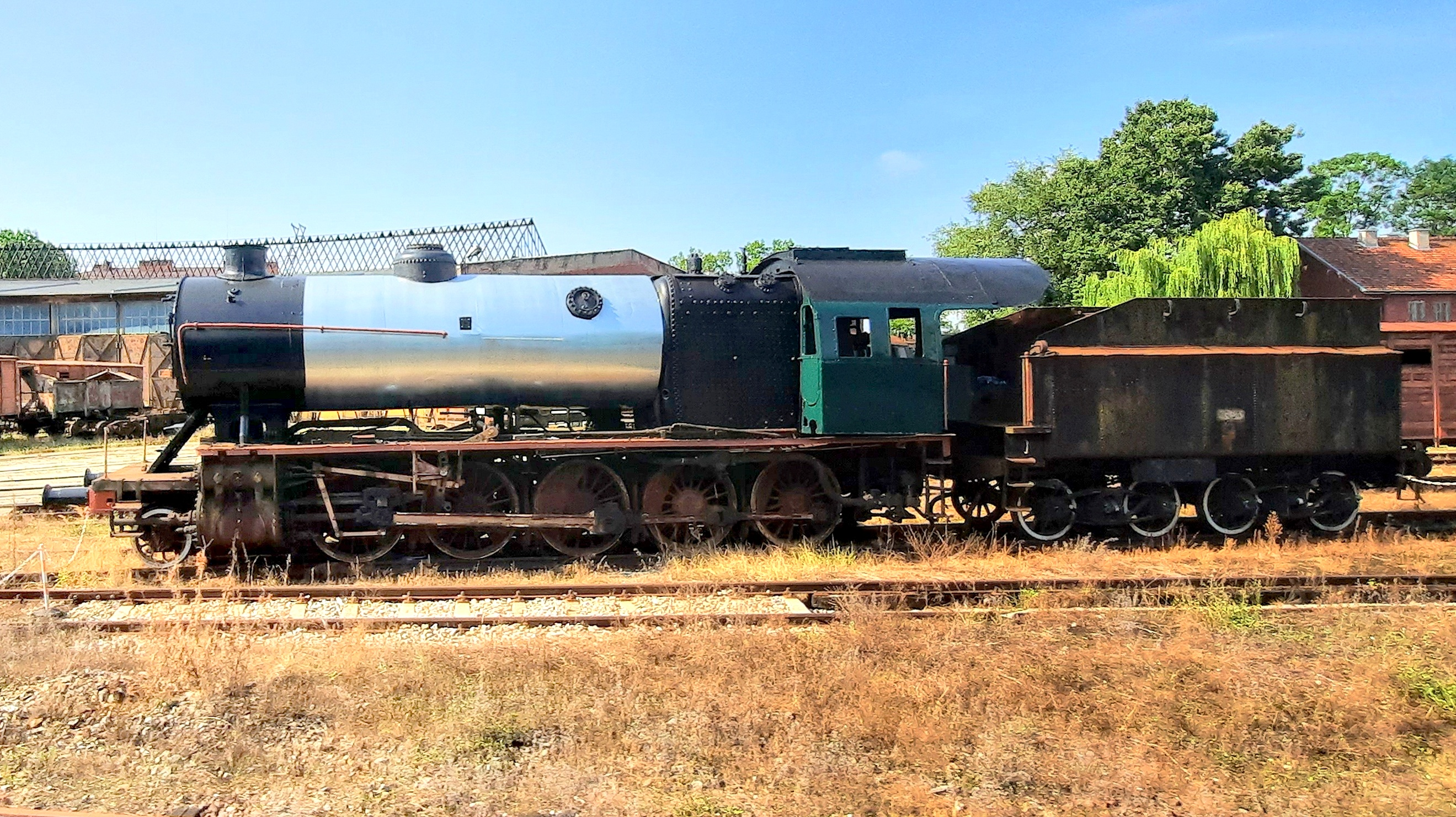
Ty23-273 w Skierniewicach

## Niektóre właściwości trakcyjne
W wypadku parowozów normalnotorowych, maksymalna siła pociągowa maszyny jest ograniczona jej przyczepnością. Tak też jest i w przypadku Ty23. Maksymalna siła pociągowa podczas rozruchu Ty23 wynosi 21 000 kG. Dalszy rozkład siły pociągowej w funkcji prędkości jest gorszy niż np. parowozu Ty37. Parowóz ten mógł ciągnąć na torze poziomym składy towarowe ładowne o masie 1460 ton z szybkością 60 km/h przy opalaniu węglem słabszego gatunku. Na dużych wzniesieniach (rzędu 20‰) mógł ciągnąć 260 t z prędkością 40 km/h lub 105 t z prędkością 60 km/h.